# صبري أولكر
صبري أولكر (بالتركية: Sabri Ülker)‏‏ (1920 - 12 يونيو 2012) رجل أعمال تركي ولد عام 1920 في شبه جزيرة القرم، هاجرت عائلتة إلى تركيا عام 1929 حيث استوطنت مدينة أسطنبول، أسس صبري شركة أولكر للصناعات الغذائية عام 1944 وكانت عبارة عن متجر صغير لصنع المعجنات، حيث كانت تعد أمه المعجنات الخفيفة والبسكويت، ويبيعها في المتجر، وبعد أربع سنوات في عام 1948 استطاع جمع مبلغ من المال لافتتاح مصنع أولكر وهو مصنع صغير. بعد عام 1970 توسع نطاق الأعمال ليبدأ التصدير إلى أسواق الشرق الأوسط، ليصبح بعد سنوات قليلة صاحب أكبر مصنع منتجات غذائية في تركيا.